# Wadicosa okinawensis
Wadicosa okinawensis är en spindelart som beskrevs av Tanaka 1985. Wadicosa okinawensis ingår i släktet Wadicosa och familjen vargspindlar. Inga underarter finns listade i Catalogue of Life.

## Bildgalleri

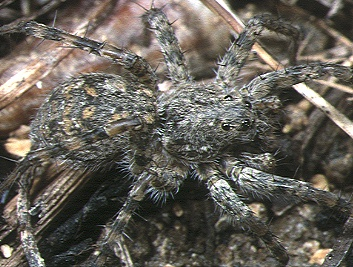
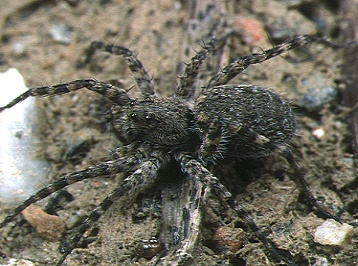
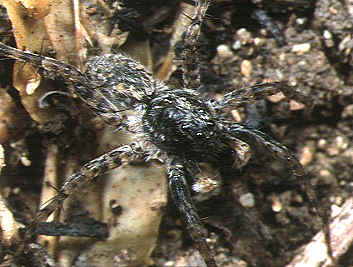